# Grant Dalton
Grant Stanley Dalton OBE (* 1. Juli 1957 in Auckland, Neuseeland) ist ein neuseeländischer Profi-Segler, der fünf Mal am Whitbread Round the World Race (heute: The Ocean Race) teilgenommen hat. Er ist Chief Executive Officer (CEO) (vergleichbar einem Geschäftsführer) der neuseeländischen Segelsportmannschaft Team New Zealand.

## Leben
Grant Dalton begann im Alter von 8 Jahren in der P-Klasse zu segeln und begann als Mitglied des „Maraetai Sailing Club“ mit dem Regattasegeln. Er ist im Laufe seiner Karriere sieben Mal um die Welt gesegelt, zuerst beim dritten Whitbread Round the World Race 1981–1982 an Bord der siegreichen niederländischen Maxi-Yacht Flyer II mit dem Skipper Cornelis van Rietschoten.
Seine denkwürdigste Weltumsegelung war 2000–2001 der 62-tägige Siegessprint um die Welt als Skipper des 110 Fuß (33,50 m) langen Maxi-Katamarans Club Med (heute: Doha 2006) im Rahmen der Regatta The Race, gestartet in Barcelona (Spanien).
Grant Dalton wurde nach der Niederlage beim 31. America’s Cup 2003, bei der das Team in Auckland mit 0:5 gegen das Schweizer „Team Alinghi“ verloren hatte, in das „Team New Zealand“ berufen. Nach der Niederlage wurde er mit der Umstrukturierung und Revitalisierung des Teams beauftragt.
Unter seiner Führung entwarf, baute und setzte das Team 2009 und 2010 einen Transpac 52 im Rahmen der MedCup-Wettbewerbs ein und gewann in beiden Jahren die Saisonmeisterschaft.
Dalton führte das „Team New Zealand“, das seit 2006 nach dem Hauptsponsor „Emirates Team New Zealand“ heißt als Partner des spanisch-neuseeländischen Segelregatta-Teams Camper with Emirates Team New Zealand zum zweiten Platz beim Volvo Ocean Race 2011–2012.
Beim 32. America’s Cup 2007 in Valencia konnte Grant Dalton mit dem „Emirates Team New Zealand“ den Louis Vuitton Cup 2007 gewinnen und als Herausforderer (englisch challenger) gegen den Titelverteidiger (englisch defender) „Team Alinghi“ antreten. Das Finale wurde dann erneut mit 2:5 gegen Alinghi verloren. Entgegen der Situation 2003 handelte es sich bei der Neuauflage um eine ausgeglichene Regatta mit sehr knappen Ergebnissen.
Dalton siegte mit „Emirates Team New Zealand“ beim Louis Vuitton Cup 2013 in San Francisco und erreichte das Finale des 34. America’s Cup, verlor dann aber 8:9 gegen „Oracle Team USA“.
Im Jahr 2017 gewann er mit „Emirates Team New Zealand“ seinen dritten Louis Vuitton Cup und führte das Team zum Sieg beim 35. America’s Cup auf den Bermudas – und brachte den America’s Cup (englisch Auld Mug) nach 17 Jahren zurück nach Neuseeland.

## Segelkarriere

### Offshore-Regatten
Grant Dalton hat sieben Mal auf Regatta-Yachten die Welt umsegelt. Die ersten fünf waren Teil des Whitbread Round the World Race, das später als Volvo Ocean Race bezeichnet wurde und heute The Ocean Race heißt. Dieses Rennen hat sich im Laufe der Zeit von einem Abenteurerrennen zu einem Grand-Prix-Yacht-Event entwickelt. Dalton hat an folgenden großen Offshore-Regatten teilgenommen:
- 1981–1882 Whitbread Round the World Race mit der Yacht Flyer II als Segelmacher, 1. Gesamtplatz
- 1983 Southern Cross Cup
- 1985 Admiral’s Cup
- 1985–1986 Whitbread Round the World Race mit der Yacht Lion New Zealand, 78-Fuß-Slup (Entwurf: German Frers), als Wachführer, 7. Gesamtplatz, 2. Platz nach gesegelter Zeit
- 1987 Admiral’s Cup
- 1989–1990 Whitbread Round the World Race mit der Yacht Fisher & Paykel, 82-Fuß-Ketsch, als Skipper, 2. Gesamtplatz
- 1991 Fastnet Race
- 1993–1994 Whitbread Round the World Race mit der Yacht New Zealand Endeavour, Maxi-Yacht, als Skipper, 1. Gesamtplatz
- 1997–1998 Whitbread Round the World Race mit der Yacht Merit Cup, Volvo Ocean 60 (Entwurf: Bruce Farr), als Skipper, 2. Gesamtplatz
- 2000–2001 The Race mit der Yacht Club Med, als Skipper, 1. Platz. Club Med brach dabei mehrere Rekorde, darunter das größte Etmal in 24 Stunden (656 Seemeilen) und die schnellste Weltumsegelung (62 Tage und 7 Stunden).
- 2001–2002 Volvo Ocean Race mit der Yacht Amer Sports One, Volvo Ocean 60 (Entwurf: German Frers), als Skipper, 3. Gesamtplatz

### Louis Vuitton Cup
- 2007 Louis Vuitton Cup, Valencia,  Spanien, CEO des Siegerteams „Emirates Team New Zealand“
- 2013 Louis Vuitton Cup, San Francisco,  Vereinigte Staaten, CEO des Siegerteams „Emirates Team New Zealand“
- 2017 Louis Vuitton Cup, Großer Sund,  Bermuda, CEO des Siegerteams „Emirates Team New Zealand“

### America’s Cup
- 2017 35. America’s Cup, Großer Sund,  Bermuda, CEO des Siegerteams „Emirates Team New Zealand“
- 2021 36. America’s Cup, Auckland,  Neuseeland, CEO des Siegerteams „Emirates Team New Zealand“

## Karriere als Motorrad- und Autorennfahrer

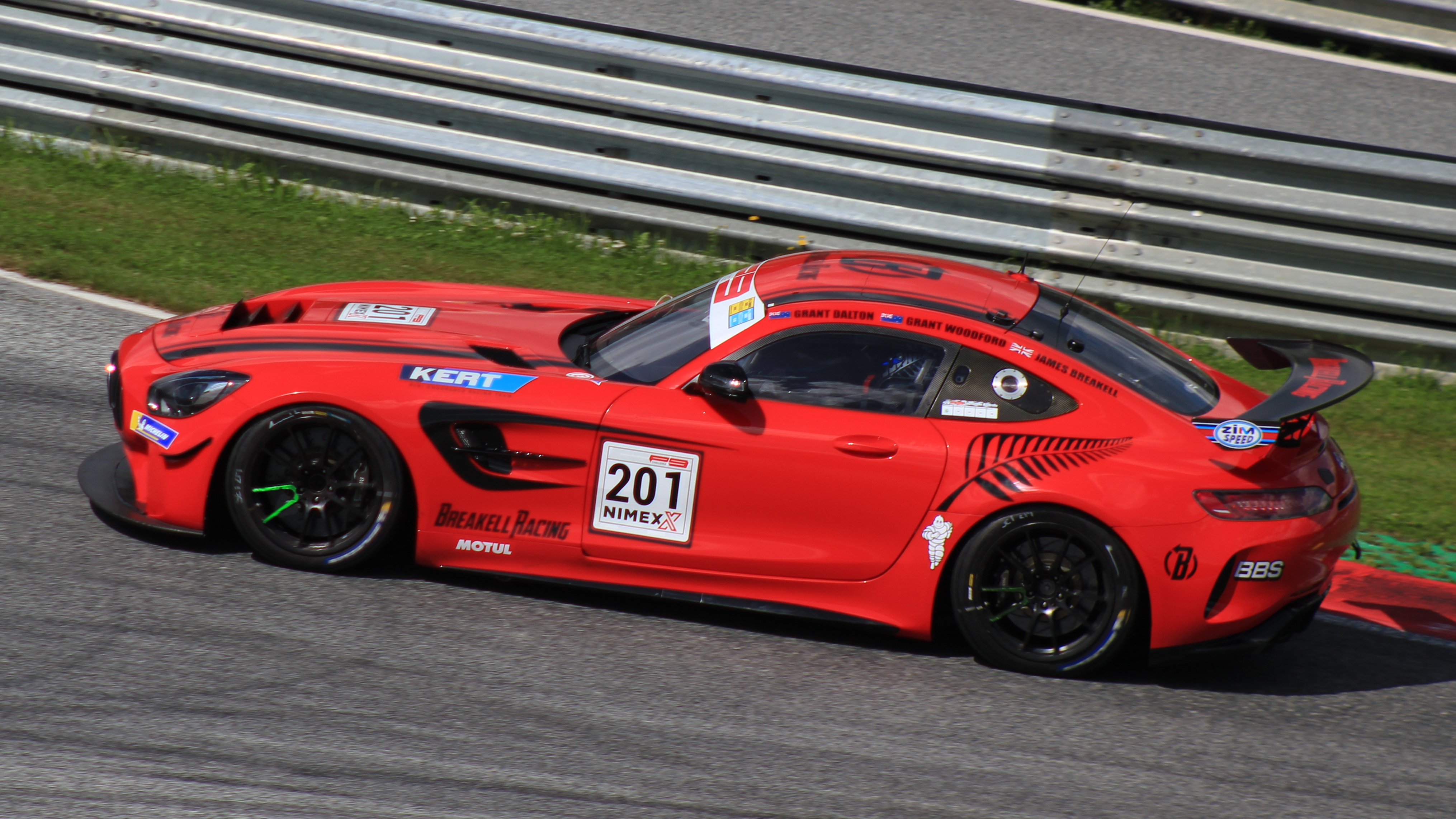
P9 Challenge, Spielberg (Steiermark), Nr. 201, Mercedes-AMG GT4, Fahrer: Grant Dalton, 2022

### Manx GP & Classic TT
Im Jahr 2014, im Alter von 57 Jahren, nahm Grant Dalton als Newcomer am Manx Grand Prix und auch am F1 Classic TT, Motorradrennen auf der Isle of Man teil und sagte: „Ich habe sieben Runden um die Welt gemacht und ein paar America’s Cups gefahren, aber das ist das Beste, das Extremste, was ich je getan habe.“ Daltons Classic TT 2014 könnte angesichts seines Mangels an einschlägiger Erfahrung vielleicht am besten als Feuertaufe beschrieben werden. Seine beste Runde auf dem 37,733 mi (60,725 km) langen Snaefell Mountain Course im Qualifying 2014 auf seiner F1-Suzuki war 87,799 mph (141,299 km/h) und er beendete die Classic F1 TT, die von seinem Landsmann Bruce Anstey mit einer Renndurchschnittsgeschwindigkeit von 121,597 mph (195,691 km/h) Meilen pro Stunde gewonnen wurde, nicht, aber er war 2015 zurück und qualifizierte sich dieses Mal mit einer Runde für die F1 TT von 100,047 mph (161,01 km/h). Er gewann eine begehrte Finisher-Medaille für den Classic F1 TT 2015 mit einer Gesamtdurchschnittsgeschwindigkeit von 97,047 mph (156,182 km/h) für die vier Runden, einschließlich der Zeit, die er an der Box für einen Tankstopp verbrachte.

### Tourenwagenrennen
Grant Dalton startet auch bei Tourenwagenrennen wie P9 Challenge.

## Geschäftsmann
Grant Dalton ist Gründer und CEO von „Dalton Investments“, einer privaten Investmentgesellschaft. Er ist außerdem Gründer und Vorsitzender der „Dalton Foundation“, einer gemeinnützigen Stiftung, die eine Reihe von Anliegen in Neuseeland unterstützt. Im Jahr 2021 wird Grant Daltons Nettovermögen auf etwa 50 Millionen US-Dollar geschätzt.

## Ehrungen
- 1995 Officer of the Order of the British Empire (OBE)
- 2001 World Sailing auf der Nominierungsliste für den Weltsegler des Jahres
- 2023 Inductee (Mitglied) Cape Horn Hall of Fame